# SVO Innsbruck
Der Sportverein Olympisches Dorf/Neu Arzl (SVO Innsbruck) ist der drittgrößte Breitensportverein Innsbrucks.

## Geschichte
Mit der Gründung des Sportvereins Olympisches Dorf/Neu Arzl im Jahre 1975 legte man in diesem damals jungen Stadtteil die Basis für den heutigen Verein, der derzeit etwa 700 Mitglieder umfasst.
Der Verein untergliedert sich in 14 Sektionen, wobei es von Kinderturnen über Gesundheits- und Ausgleichssport (Kinder- und Seniorenturnen) auch einen Leistungssportbereich (Handball, Basketball) gibt.

## Breitensport-Sektionen
Neben Damenhandball und Herrenbasketball für alle Altersstufen bietet der SVO ein Angebot in folgenden Breitensportarten:
- Fußball
- Kinderturnen
- Konditionsturnen und Gymnastik
- Stocksport (auf Asphalt)
- Tanzsport (Linedance)

## Vorstand
Der Präsident ist Andreas Seeböck, die beiden Stellvertreter Andreas Sint und der Vizebürgermeister Christoph Kaufmann. Die Position des Schriftführers nimmt Walter Abolis ein, des Kassiers Dirk Steinmann.

## Sektion Handball
Der SVO Handball Innsbruck ist die Handball-Sektion des Sportvereins Olympisches Dorf/Neu Arzl. Sie ist Tirols größter, traditionsreichster und erfolgreichster Damenhandball-Verein.

### Geschichte
Seit ihrer Gründung 1975 nimmt die Sektion Handball eine führende Rolle im Tiroler Handballsport ein und ist mit zahlreichen Meistertiteln die erfolgreichste Tiroler Damenmannschaft. Seit der Saison 2004/05 nimmt die Mannschaft auch an der Meisterschaft des Bezirks Oberbayern teil, um durch regelmäßigen Spielbetrieb Erfahrung sammeln zu können.

### Erfolge
- 2 Saisonen in der österreichischen Staatsliga A
- 4 Saisonen in der österreichischen Staatsliga B
- 19facher Meister der Tiroler Landesliga
- 2021 Meister der Bezirksklasse Oberbayern
- 2022 Meister der Bezirksliga Oberbayern
- 2023 Oberbayerischer Meister

### Mannschaften
Damen, U13, U11, U12, U9/10
U19-U14: Spielgemeinschaft SVO Handball Innsbruck /Union Handball Telfs Meinhardinum

### Nachwuchsarbeit
Der SVO legt besonderen Wert auf Jugendförderung. Enge Kooperationen mit den Schulen im lokalen Umfeld sollen einen langjährigen Fortbestand der Vereinstätigkeit sichern.

#### Trainer
- Damen:  Dirk Steinmann
- U13/15:  Ines Pöllmann
- U9/11:  Tamara Rief

#### Handball in der Schule
Die Jugendtrainer des SVO nehmen am Schulsportservice des Landes Tirol und am Volksschulprojekt des Tiroler Handballverbandes teil. Zusätzlich werden im Rahmen des Innsbrucker Ferienzugs Handball-Schnupperkurse angeboten, und so wird pro Jahr rund 500 Kindern und Jugendlichen der Handballsport nähergebracht.

### Bayerische Liga
Da man in der Tiroler Landesliga aufgrund der geringen Mannschaftsdichte jahrelang mehrmals pro Saison denselben Gegnern gegenüberstand, wechselte die Mannschaft unter dem damaligen Cheftrainer Alexander Beck 2004/05 ins benachbarte Oberbayern. Schon 1 Jahr später konnte der Meistertitel geholt und damit der Aufstieg in die Bezirksliga erreicht werden. Das 3. Jahr in Oberbayern gestaltete sich jedoch als eine Saison mit Höhen und Tiefen. Nach gutem Start rangierte man nach der Hinrunde auf dem 2. Tabellenrang. In der Rückrunde forderten einige Verletzungen ihren Tribut, und die Doppelbelastungen der Meisterschaften in Tirol und Bayern verhinderten einen Platz unter den ersten 3. In der Saison 2007/08 gelang jedoch mit einer starken 2. Saisonhälfte der Meistertitel in der Bezirksliga, somit ist der SVO Handball Innsbruck 2008/09 in der Bezirksoberliga vertreten.

### Chronik

#### Damen
|           | Österreich   | Österreich   | Bayern (Oberbayern) | Bayern (Oberbayern) | Bayern (Oberbayern) | Tirol      |
| Saisonen  | Staatsliga A | Staatsliga B | Bezirksoberliga     | Bezirksliga         | Bezirksklasse       | Landesliga |
| --------- | ------------ | ------------ | ------------------- | ------------------- | ------------------- | ---------- |
| 2010/11   |              |              |                     | 2.                  |                     | 2.         |
| 2009/10   |              |              | 9.                  |                     |                     | 2.         |
| 2008/09   |              |              | 6.                  |                     |                     | 2.         |
| 2007/08   |              |              |                     | 1.                  |                     | 2.         |
| 2006/07   |              |              |                     | 6.                  |                     | 3.         |
| 2005/06   |              |              |                     |                     | 1.                  | 2.         |
| 2004/05   |              |              |                     |                     | 3.                  | 2.         |
| 2003/04   |              |              |                     |                     |                     | 2.         |
| 2002/03   |              | 8.           |                     |                     |                     | 3.         |
| 2001/02   |              | 6.           |                     |                     |                     | 1.         |
| 2000/01   |              | 6.           |                     |                     |                     | 1.         |
| 1999/00   |              | 3.           |                     |                     |                     | 1.         |
| 1997–1999 |              |              |                     |                     |                     | 1.         |
| 1996/97   | 11.          |              |                     |                     |                     |            |
| 1995/96   | 8.           |              |                     |                     |                     |            |
| 1981–1995 |              |              |                     |                     |                     | 1.         |

#### Ergänzung Damen
- 2008/09
  - Internationales Beachhandball-Turnier Innsbruck (AUT): 1./4. Platz
- 2007/08
  - Internationales Rasenturnier Waldkraiburg (GER): 2./4. Platz
- 2006/07
  - Internationales Rasenturnier Waldkraiburg (GER): 1. Platz
- 1998/99
  - ARGE ALP Cup: 3. Platz

#### Weibliche Jugend
|           | Tiroler Meisterschaft | Tiroler Meisterschaft | Tiroler Meisterschaft | Tiroler Meisterschaft | Tiroler Meisterschaft | Tiroler Meisterschaft | Österreichische Meisterschaft | Österreichische Meisterschaft | Österreichische Meisterschaft | Österreichische Meisterschaft | Österreichische Meisterschaft |
| Saisonen  | U19                   | U17                   | U15                   | U13                   | U11                   | U9/10                 | U19                           | U17                           | U15                           | U13                           | U11                           |
| --------- | --------------------- | --------------------- | --------------------- | --------------------- | --------------------- | --------------------- | ----------------------------- | ----------------------------- | ----------------------------- | ----------------------------- | ----------------------------- |
| 2009/10   | 2.                    | 1.                    | 3.                    | 2.                    | 3.                    | 6.1                   |                               | 7.                            |                               |                               |                               |
| 2008/09   | 1.                    | 1.                    | 1.                    | 2.                    | 2.                    | 1./3.                 |                               |                               | 6.                            |                               |                               |
| 2007/08   | -                     | -                     | -                     | 4.                    | 2.                    | 9.1                   |                               |                               |                               |                               |                               |
| 2006/07   | -                     | -                     | 2.                    | -                     | 3.                    | 5.1                   |                               |                               |                               |                               |                               |
| 2005/06   | 2.                    | -                     | 2.                    | 2.                    | -                     | 5.1                   |                               |                               |                               |                               |                               |
| 2004/05   | -                     | 2.                    | 4.                    | 1.                    |                       |                       |                               |                               | 7.                            |                               |                               |
| 2003/04   | -                     | 1.                    | 2.                    |                       |                       |                       |                               | 5.                            |                               |                               |                               |
| 2002/03   | -                     | 2.                    |                       |                       |                       |                       |                               |                               |                               |                               |                               |
|           |                       |                       |                       |                       |                       |                       | U18                           | U16                           |                               |                               |                               |
| 2001/02   | 1.                    | 2.                    |                       |                       |                       |                       | 2.                            |                               |                               |                               |                               |
| 2000/01   | 1.                    |                       |                       |                       |                       |                       | 2.                            |                               |                               |                               |                               |
|           | U18                   | U16                   |                       |                       |                       |                       |                               |                               |                               |                               |                               |
| 1999/00   | 1.                    | 1.                    |                       |                       |                       |                       |                               | 3.                            |                               |                               |                               |
| 1998/99   | 1.                    | 1.                    |                       |                       |                       |                       | 5.                            |                               |                               |                               |                               |
| 1997/98   | 1.                    | 1.                    |                       |                       |                       |                       |                               | 3.                            |                               |                               |                               |
| 1996/97   | -                     | 1.                    |                       |                       |                       |                       |                               |                               |                               |                               |                               |
| 1985–1991 | 1.                    | -                     |                       |                       |                       |                       |                               |                               |                               |                               |                               |
| 1mixed    |                       |                       |                       |                       |                       |                       |                               |                               |                               |                               |                               |

## Sektion Basketball
Der SVO/BRG Innsbruck ist mit einer Mannschaft in der Tiroler Meisterschaft vertreten. In den Spielzeiten 2002/03 und 2003/04 konnte die Herrenmannschaft den Meistertitel in der Tiroler Landesliga erringen. Mittlerweile spielt die Mannschaft des SVO/BRG Innsbruck auch in der 2. Österreichischen Bundesliga.